# I. e. 206
Évszázadok: i. e. 4. század – i. e. 3. század – i. e. 2. század
Évtizedek: i. e. 250-es évek – i. e. 240-es évek – i. e. 230-as évek – i. e. 220-as évek – i. e. 210-es évek – i. e. 200-as évek – i. e. 190-es évek – i. e. 180-as évek – i. e. 170-es évek – i. e. 160-as évek – i. e. 150-es évek
Évek: i. e. 211 – i. e. 210 – i. e. 209 – i. e. 208 –  i. e. 207 – i. e. 206 – i. e. 205 – i. e. 204 – i. e. 203 – i. e. 202 – i. e. 201

## Események

### Róma
- Lucius Veturius Philót és Quintus Caecilius Metellust választják consulnak.
- A második pun háborúban Publius Cornelius Scipio a dél-hispániai ilipai csatában döntő vereséget mér a Mago Barca és Hasdrubal Gisco által vezetett karthágói seregre. Mago előbb Gadesbe, majd a Baleári-szigetekre vonul vissza.
- Scipio elfoglalja Gadest, ezzel elesik az utolsó jelentős karthágói erőd; Hispania gyakorlatilag római provinciává válik.
- Scipio megalapítja Italica városát, ahová az ilipai csatában megsebesült veteránokat telepíti le. Ezután diadallal tér vissza Rómába, ahol a következő évben consullá választják.

### Karthágó
- Hasdrubal Gisco visszatér Észak-Afrikába és szövetséget köt Syphax numida vezetővel és feleségül adja hozzá a lányát.
- Hispania elvesztése után az addig a karthágóiak oldalán harcoló Masinissa numida törzsfő szövetséget ajánl a rómaiaknak. Syphax erre száműzi őt és királlyá kiáltja ki magát. A rómaiak Masinissa trónigényét támogatják.

### Hellenisztikus birodalmak
- I. Euthüdémosz görög-baktriai király jelentős területeket csatol el a pártusoktól.
- III. Antiokhosz szeleukida király átkel a Hindukuson a Kabul-völgybe és barátsági szerződést köt Szubhagaszéna indiai királlyal.
- Az első római-makedón háborúban V. Philipposz makedón király elfoglalja és kifosztja Thermumot, Aitólia vallási és politikai központját, majd különbékét kényszerít az aitóliabeliekre.

### Kína
- A Csin-dinasztia uralkodója, Ce-jing megadja magát a fővárost elfoglaló lázadó Liu-pangnak; ezzel a dinasztia megbukik. Liu Pang ezután Hsziang-jü hadúrral kerül szembe és i. e. 202-ig polgárháború dúl az országban. Hsziang-jü elfogja Ce-jinget és a császári család valamennyi férfitagjával együtt kivégezteti.

## Halálozások
- Khrüszipposz, görög filozófus
- Szkerdilaidasz, illír király
- Ce-jing, a Csin-dinasztia királya

## Fordítás
- Ez a szócikk részben vagy egészben  a(z)   206 BC című angol Wikipédia-szócikk ezen változatának fordításán alapul.  Az eredeti cikk szerkesztőit annak laptörténete sorolja fel. Ez a jelzés csupán a megfogalmazás eredetét és a szerzői jogokat jelzi, nem szolgál a cikkben szereplő információk forrásmegjelöléseként.